# Kunstsilo
Kunstsilo is een kunstmuseum op het eiland Odderøya in het Noorse Kristiansand. Het herbergt de grootste privécollectie noordse modernistische kunst, van miljonair Nicolai Tangen. Het museum werd gehuisvest in een oude graansilo (gebouwd in 1935 door Korsmo en Aarsland Architecten) die werd omgebouwd door Mestres Wåge Arquitectes, BAX en Mendoza Partida. Kunstsilo werd geopend in 2024.